# مطار صور
مطار صور(بالإنجليزية: Sur Airport) (إياتا: SUH، إيكاو: OOSR) هو مطار يخدم ميناء صور بخليج عمان في عمان . المطار 6 كيلومتر (4 ميل) الداخلية من المحيط.
هناك تضاريس جبلية 6 كيلومتر (4 ميل) جنوب المطار.
تقع المنارة راديوية (التعريف: SUR ) على 0.8 ميل بحري (1.5 كـم) شمال شرق المطار.
وهو مغلق حاليا. 

## روابط خارجية
- OpenStreetMap - صور
- مطاراتنا - مطار صور[وصلة مكسورة]
- FallingRain - مطار صور
- تاريخ الحوادث لـ (SUH) على شبكة سلامة الطيران.
- جوجل إيرث